# Pseudinca horni
Pseudinca horni är en skalbaggsart som beskrevs av Valck Lucassen 1933. Pseudinca horni ingår i släktet Pseudinca och familjen Cetoniidae. Inga underarter finns listade i Catalogue of Life.